# ワトソン・ウォッシュバーン
ワトソン・ウォッシュバーン（Watson Washburn, 1894年6月13日 - 1973年12月2日）は、アメリカ・ニューヨーク市出身の男子テニス選手。フルネームは Watson McLean Washburn （ワトソン・マクリーン・ウォッシュバーン）といい、“Watty”（ワッティー）という愛称で呼ばれた。ハーバード大学卒業。ダブルスの名手として知られ、ウィンブルドン選手権で1924年、全米選手権で1921年・1923年の2度男子ダブルス準優勝を記録した。テニス経歴の長さでも際立った業績を残し、1911年から1937年まで全米選手権の男子シングルスに出場し続けた人でもある。右利きの選手で、現役時代の身長は183cmほどであった。彼は1931年のウィンブルドン男子シングルス優勝者、シドニー・ウッドのおじにあたる。

## 来歴
ウォッシュバーンは17歳の時から全米選手権に出場し始め、初出場時の1911年から1913年まで3年連続のシングルス・ベスト8に進出した。1913年にはハーバード大学の学生テニス選手として「全米大学対抗テニス選手権」のダブルスに優勝を果たしている。この頃から、彼は同じハーバード大学のリチャード・ウィリアムズとのダブルスで実力を発揮し始めた。その後1916年と1920年に全米男子シングルスのベスト8に入ったが、彼はシングルスでベスト4以上の成績を出すことができなかった。第1次世界大戦中はアメリカ陸軍に勤務したため、終戦直前の1918年だけ全米選手権に出場できなかった。
終戦後の1921年、ウォッシュバーンはウィリアムズと組んで全米選手権の男子ダブルス決勝に初進出したが、ビル・チルデンとビンセント・リチャーズの組に 11-13, 10-12, 1-6 で敗れて準優勝になった。全米選手権終了後、ウォッシュバーンは初めて男子テニス国別対抗戦・デビスカップのアメリカ代表選手に起用され、決勝の対日本戦で第3試合のダブルス戦に出場した。ウォッシュバーンとウィリアムズは、デビスカップ初出場だった日本チームの熊谷一弥＆清水善造組を 6-2, 7-5, 4-6, 7-5 のスコアで退けた。これがウォッシュバーンの唯一のデビスカップ出場であるが、その相手が黎明期の日本であったことから、彼の名前は日本語のテニス文献でも大きな位置を占めている。
ウォッシュバーンとウィリアムズのコンビは、その後1923年全米選手権と1924年ウィンブルドン選手権の男子ダブルス決勝に進出したが、いずれも準優勝に終わった。1924年のウィンブルドンで、ウォッシュバーンはシングルスでもルイス・レイモンド（南アフリカ）との準々決勝まで進んだ。彼は43歳を迎える1937年まで全米選手権に出場し、その後もシニアのトーナメントで長く活動を続けた。1940年には、45歳以上の選手を対象にした全米シニアテニス選手権でシングルス・ダブルス優勝を果たし、この大会では1942年・1944年にもダブルス部門を制した。後に全米テニス協会（USTA）の競技委員を務め、1965年に国際テニス殿堂入りを果たす。殿堂入りの8年後、ワトソン・マクリーン・ウォッシュバーンは1973年12月2日に故郷のニューヨークで79年の生涯を終えた。

## 主な成績
- 全米選手権　男子ダブルス準優勝：1921年・1923年　（男子シングルス：ベスト8が5度）
- ウィンブルドン選手権　男子ダブルス準優勝／男子シングルス・ベスト8：1924年
- デビスカップ　1921年決勝、対日本戦のダブルスに出場